# Colom guatlla de Lawrence
El Colom guatlla de Lawrence (Geotrygon lawrencii) és una espècie d'ocell de la família dels colúmbids (Columbidae). Habita la selva humida de muntanya de Costa Rica i Panamà.